# Bretteville-sur-Ay
Bretteville-sur-Ay é uma comuna francesa na região administrativa da Normandia, no departamento Mancha. Estende-se por uma área de 9,74 km². Em 2010 a comuna tinha 402 habitantes (densidade: 41,3 hab./km²).